# PRIMA (軟體)
Prima（普萊瑪）是Zero-G以VOCALOID语音合成引擎为基础开发贩售的虚拟女性歌手软件，由專業歌劇院歌手提供原聲。2011年已由臺灣Ecapsule Co., Ltd (飛天膠囊數位科技有限公司) 代理發售，並邀請繪師Loiza設定新形象。

## 人物設定
- 名字：Prima（普萊瑪）
- 擅長語言：英語
- 年齡：18歲
- 身高：169公分
- 體重：53公斤
- 喜歡的音樂類型：歌劇、新世紀音樂

臺灣形象是一名害羞的森林妖精。

## 外部連結
- 臺灣官方網站